# Kanton Sens-1
Kanton Sens-1 (fr. Canton de Sens-1) je francouzský kanton v departementu Yonne v regionu Burgundsko-Franche-Comté. Tvoří ho dvě obce a část města Sens. Zřízen byl v roce 2015.

## Obce kantonu
- Saint-Clément
- Saint-Martin-du-Tertre
- Sens (část)